# Businga
Businga este un oraș în  provincia Équateur, Republica Democrată Congo. În 2012 avea o populație de 33 946 de locuitori, iar în 2004 avea 27 921.